# Magneto (personaje)
Magneto (Max Eisenhardt o Erik Lehnsherr) es un personaje ficticio que aparece en las historietas de los X-Men publicadas por Marvel Comics. Aunque tradicionalmente ha servido como el antagonista central en la colección X-Men, los desarrollos narrativos de las últimas décadas han comenzado a retratar al personaje como un antihéroe. La primera aparición del personaje fue en Uncanny X-Men vol. 1 # 1 (septiembre de 1963), creado por el guionista Stan Lee y el dibujante Jack Kirby.
Un poderoso mutante con la habilidad de generar y controlar campos magnéticos mentales, Magneto ha sido el enemigo más eminente que hayan tenido los X-Men desde su creación. En sus primeras apariciones, su motivación se debía a la megalomanía. Posteriormente los guionistas han dado cuerpo al personaje y su origen, revelando que es un superviviente del holocausto nazi, cuyas acciones se encaminan a la protección de la raza mutante y evitar que sufra un destino similar. Su papel en los cómics ha variado desde supervillano a antihéroe o incluso héroe. Magneto toma en sus manos la causa mutante con la Hermandad de mutantes, y se convierte en su líder, radical y extremista, con aspiraciones a la dominación mundial por parte de los mutantes sobre la raza humana, a la que considera próxima a su extinción. Sus planes serán siempre desmantelados por los mutantes que siguen las ideas de coexistencia pacífica de Charles Xavier, aunque en algunas ocasiones Magneto ha colaborado con los X-Men e incluso se ha convertido en su líder.
La historia temprana del personaje ha sido inspirada en el líder de los derechos civiles Malcolm X y el fundador de la Liga de Defensa Judía Meir Kahane. Magneto se opone a la actitud pacifista del Profesor X y presiona por un enfoque más agresivo para lograr los derechos civiles de los mutantes. Magneto ha puntuado como el número 1 en la lista IGN de los Más Grandes Villanos del Cómic, y como el noveno mejor personaje de la Historia en la lista Wizard de los Mejores Personajes de Comic-book de Todos los Tiempos, el segundo más alto entre los villanos de esa lista.
Sir Ian McKellen interpretó a Magneto en la serie de películas X-Men, y Michael Fassbender hizo lo propio como la versión más joven del personaje en el Universo cinematográfico de Marvel X-Men: primera generación (2011), X-Men: días del futuro pasado (2014), X-Men: Apocalipsis (2016) X-Men Dark Phoenix (2019) y en la serie Quicksilver & La Bruja Escarlata (2023).

## Introducción
Magneto ha sido el principal antagonista de los X-Men desde el primer momento. Ha liderado numerosos equipos en su contra, incluyendo la Hermandad de Mutantes y los Acólitos. Es el padre de Quicksilver, la Bruja Escarlata y Polaris.
Es conocido como uno de los mutantes más poderosos de Marvel Comics, contando con la habilidad de controlar el magnetismo. Además, es uno de los personajes más complejos moralmente no solo en Marvel, sino de todos los cómics estadounidenses. Un judío sobreviviente al Holocausto, cuyas acciones son conducidas por el propósito de proteger la raza mutante de sufrir un destino similar. Las caracterizaciones de Magneto han variado a través de los años, desde un supervillano hasta un antihéroe, o incluso un héroe; sin embargo, es mostrado como un militante inflexible y comprometido en actos de terrorismo siempre que sintiera que fuera por el bien de los mutantes. Esta ideología lo pone en desacuerdo con su mejor amigo Charles Xavier, cuya búsqueda por la coexistencia pacífica con el resto de la humanidad lo llevó a la fundación de los X-Men.
Si bien sus acciones militantes lo han hecho impopular entre los humanos, muchos mutantes han llegado a verlo como su salvador; en cierto punto, cuando fue asumido por muerto, fue perfilado como un mártir, con la frase "Magneto tenía razón" popularizándose entre la comunidad mutante.
Ha aparecido en casi todas las series animadas y videojuegos de los X-Men, como también en las 3 películas, interpretado por Sir Ian McKellen, y en el UCM, por Michael Fassbender.

## Trayectoria editorial
Su debut fue en la primera edición de Uncanny X-Men en 1963, junto con el equipo titular del mismo nombre, donde amenaza tomar control de una base militar. Más tarde, Magneto funda la Hermandad de mutantes en Uncanny X-Men #4, la cual se enfrenta a los X-Men regularmente por los primeros años de su existencia. En sus primeras apariciones, Magneto es simplemente retratado como un supervillano malvado decidido a asumir el control del mundo.
Durante los '60, Magneto se ha presentado en varias ediciones de las series originales de los X-Men, generalmente conocidos como los Uncanny X-Men, así como en Astonishing X-Men, Alpha Flight, Cable, Excalibur, y Los Nuevos Mutantes; muchas de las miniseries de los X-Men, y muchos otros títulos de Marvel. Su primer título solo fue un especial, Magneto: The Twisting of a Soul #0 (septiembre de 1993), publicado cuando el personaje regresó de una breve ausencia; se reimprimieron las historias basadas en Magneto, de Classic X Men #12 & 19 (agosto de 1987 y marzo de 1988), por el escritor Chris Claremont y el artista John Bolton.
El primer título original de Magneto fue en las cuatro ediciones de las miniseries Magneto (Nov. 1996 - Feb. 1997), por los escritores Peter Milligan y Jorge Gonzales, y el dibujante Kelley Jones. En estas miniseries, se creyó que Magneto había rejuvenecido y sufría amnesia; sin embargo, más tarde fue revelado que no se trataba de él, sino de Joseph, un clon más joven.
Más tarde, Magneto se convirtió en el líder de la nación Genosha. Durante este período, recibió dos miniseries: Magneto Rex (escrita por Joe Pruett y dibujada por Brandon Peterson) y Magneto: Dark Seduction (escrita por Fabian Nicieza y dibujada por Roger Cruz).

## Biografía ficticia

### Juventud
Nació en una familia judía en 	Núremberg, Alemania en el año 1928.
Durante los '40, un joven Max Eisenhardt y su familia son perseguidos por los nazis durante el Holocausto. Su familia es exterminada, sin embargo Magneto logra sobrevivir gracias a la intervención de Wolverine, ya que era un soldado americano el cual salva a Magneto de los nazis. Finalmente Magneto es capturado y enviado a Auschwitz, donde es forzado a trabajar en el Sonderkommando.
En Auschwitz, el joven Max Eisenhardt conoce y se enamora de una gitana llamada Magda. Juntos sobreviven al Holocausto y escapan del campo donde fueron prisioneros para marcharse a vivir a la Unión Soviética. Se casan y tienen una hija, llamada Anya. Más tarde Anya fallece en un incendio, del cual Max no es capaz de salvarla por su inexperiencia y la interrupción de una hostil multitud de gente, esos hechos desencadenaron la furia de Eisenhardt. Se manifestaron sus poderes de forma incontrolable, de modo que asesinó a toda aquella multitud y a los ciudadanos circundantes. Atemorizada, Magda huye de Max, descubriendo meses más tarde que estaba nuevamente embarazada. Después llegaría a la montaña Wundagore para dar a luz a los gemelos mutantes Pietro (Quicksilver) y Wanda (Bruja Escarlata) Maximoff, para supuestamente fallecer tras el parto. Los niños son cuidados por Bova, una vaca super evolucionada debido a la experimentación del Alto Evolucionador, quien más tarde los entrega al líder gitano Django Maximoff.
Para quitarse a sus perseguidores de encima, tras la destrucción de la ciudad, y mientras buscaba a Magda entre su propia gente, Max paga al maestro forjador George Odekirk, para que este le cree la falsa identidad del gitano "Erik Magnus Lehnsherr".
Más tarde, Max, ahora como Erik, viajaría a Israel, donde trabajaría como camillero en un hospital psiquiátrico cerca de Haifa. Allí conocería y entablaría amistad con Charles Xavier, quien lo conocería por el apodo "Magnus". Los dos tendrían largos debates sobre las consecuencias que sufriría la Humanidad al aparecer una raza más evolucionada, los "Mutantes", pero ninguno de los dos le reveló al otro ser un mutante. Eso hasta cuando ambos amigos se enfrentaron al criminal de guerra nazi Barón Wolfgang von Strucker, habitual enemigo de Nick Furia y el Capitán América, revelando sus poderes el uno al otro. Erik, sabiendo que su punto de vista y el de Xavier eran definitivamente incompatibles, se marcha.
Fue también este episodio el que le facilitó a Magneto el financiamiento inicial para varias de sus empresas, al haber confiscado el oro nazi que Strucker buscaba. Tiempo después de rendirse en su búsqueda por su esposa, Magneto trabajó como cazador de los criminales nazis para una misteriosa agencia, recibiendo órdenes de un hombre conocido como Control. Control y su agencia decidieron que Magneto se tomaba demasiadas libertades en sus tareas, e intentaron matarlo, pero Magneto aparentemente los mata a todos antes. Tras ello, salva a una niña y a su madre de un terrible incendio parecido al que acabó con su propia hija años atrás.

### Desarrollo de Magneto
La experiencia de Magneto en el campo de concentración Auschwitz forma su perspectiva respecto a los mutantes y el resto del mundo. Determinado de evitar tales atrocidades contra los mutantes, está dispuesto a hacer lo que sea para proteger a los suyos. Tiene fe en que los mutantes ("Homo superior") se convertirán en la forma de vida dominante en el planeta. Sin embargo, constantemente duda entre la coexistencia pacífica con el Homo sapiens, debido a la tendencia de este a reforzar su superioridad sobre toda la humanidad.
El primer acto de terrorismo que Magneto llevó a cabo fue un ataque a una base militar estadounidense en Cabo Cañaveral. Magneto se ve frustrado por los estudiantes mutantes de Charles Xavier, los X Men. Después de conformar la Hermandad de mutantes, Magneto conquista brevemente la nación ficticia Sudamericana de San Marco con la esperanza de establecer una tierra mutante allí, pero los X-Men lo detienen nuevamente. La Hermandad de Magneto estuvo conformada por el Sapo, Mente Maestra y los propios hijos de Magneto, Pietro y Wanda (ahora llamados Mercurio y Bruja Escarlata respectivamente). Al parecer, Magneto supo de su existencia y los salvo de morir a manos de una turba temerosa. En agradecimiento, ellos aceptaron unirse a la Hermandad, pero en ese momento ignoraban que Magneto era su padre y el que eran sus hijos.
Después de varios intentos fracasados de unir más mutantes a su causa, Magneto intenta forzar la lealtad de un poderoso hombre que únicamente dice que es un "Extraño". La realidad es que es un extraterrestre en una misión especial que llega a su fin cuando se marcha a su planeta natal y se lleva a Magneto (y al Sapo) con él, donde permanece por mucho tiempo. La Hermandad de Magneto se quebranta, y Mercurio y la Bruja Escarlata lo abandonan al descubrir la verdad. Finalmente Magneto logra escapar y volver por su propia cuenta a la Tierra, donde pretende reenlistar a todos a su causa, pero sus planes se ven opacados por su anterior seguidor, el Sapo, quien se ha cansado del maltrato de Magneto.
Usando tecnología alienígena antigua y avanzada que encuentra cerca del centro de la Tierra, Magneto crea un humanoide artificial al cual llama "Alpha, el Máximo Mutante". Pero Alpha se rebela contra su creador y reduce a Magneto a su infancia. Entonces Magneto es enviado bajo el cuidado de una antigua colega de Charles Xavier, la Dra. Moira MacTaggert, en la Isla Muir. Allí, MacTaggert se enrola vanamente con el código genético del infante Magneto para prevenirlo de volverse "malvado" cuando alcance el estado adulto. Sin embargo, las modificaciones genéticas pierden sus efectos cuando Magneto reactiva sus poderes. Magneto es finalmente restaurado a la edad adulta cuando es encontrado en la Isla Muir por el agente alien de la raza Shi'Ar llamado Erik el Rojo (una identidad que había adoptado años atrás Cíclope para infiltrarse en una base bajo el control de Magneto).

### Redención
Magneto regresa a sus intenciones de dominación global, pero los X-Men y otros héroes se le oponen nuevamente. En su más audaz intento de conquista, amenaza a los gobernadores del mundo con terremotos y actividad volcánica.
A pesar de no tener miramientos sobre hundir un submarino ruso que lo ataque y provocar entonces un volcán en la ciudad de Varykino como venganza, sí da tiempo a una evacuación masiva antes de que la lava arrase la ciudad. Asimismo, se ve impactado cuando derriba en duelo a la X-Men adolescente Kitty Pryde. Cargado de remordimientos, al haber casi matado a una mutante tan joven, Magneto pone fin a sus intentos de dominación global y se replantea el rumbo que su vida ha tomado.
Más tarde, Magneto busca a Quicksilver y la Bruja Escarlata pero ellos lo rechazan y se niegan a perdonarlo.
Magneto se alía con el Profesor Xavier y los X-Men cuando un grupo de héroes y villanos son abducidos por Beyonder, un ser casi omnipotente, aunque miope, hacia un mundo extraterrestre para participar de las Guerras Secretas. Esto sorprende a muchos de los otros héroes quienes aún creen que él es un villano.
Terminadas las Guerras Secretas, Magneto es transportado de regreso a su base, el Asteroide M, donde el alien Warlock, viajando a la Tierra, choca con el asteroide, destruyéndolo en pedazos. Magneto es enviado de vuelta a la Tierra dentro del Océano Atlántico, sufriendo serias lesiones. Lee Forrester, capitana de un barco de pesca, lo rescata, le ayuda a recuperarse de sus heridas y juntos comparten un pequeño romance.
Habiéndose recuperado ya de sus lesiones, Magneto es requerido para ayudar a los X-Men a combatir a Beyonder, que había retornado, así que permanece con los X-Men (incluso después de haberlo derrotado juntos). Su asociación con el equipo ablanda sus opiniones sobre la humanidad y Magneto se rinde ante la ley y detiene sus crímenes. Es por ello, que ofrece resistencia nula cuando es capturado por Fuerza Libertad, que irónicamente es una segunda encarnación de la Hermandad de mutantes.
Un tribunal especial es organizado, y elige anular todos los cargos contra Magneto anteriores a su "renacimiento", teniendo en cuenta que había reconstituido la muerte figurativa del antiguo Magneto. Sin embargo, el tribunal es interrumpido por un ataque de los gemelos Fenris, los hijos gemelos de Baron Wolfgang von Strucker. Fenris es derrotado, pero el Profesor X es casi llevado a la muerte en el esfuerzo de la batalla y las lesiones previamente arraigadas. Charles Xavier le pide a Magneto tomar el mando de su escuela y los X-Men, y le dice que de hacerlo así, compensaría suficientemente sus crímenes pasados. Magneto accede y elige no regresar a la corte. En cambio, toma el mando de la Mansión X bajo la identidad de Michael Xavier, el primo de Charles Xavier. Al verlo esforzándose por cambiar, la Bruja Escarlata y Quicksilver empiezan a aceptarlo como su padre.
A pesar de que Magneto hace un esfuerzo substancial como director de los Nuevos Mutantes y un aliado de los X-Men, su arrendamiento es desastroso. Es manipulado por Emma Frost, mutante directora de la escuela rival, "La Academia Massachusetts" para luchar contra los Avengers y los Supreme Soviets. Magneto se somete a un proceso nuevamente, pero utiliza el circuito de control mental rescatado de los restos de Asteroide M para alterar las opiniones del líder del mismo. Como resultado, es finalmente absuelto por su pasado.
Sintiendo que debía tomar medidas desesperadas después de la llamada Masacre Mutante de los Morlocks, Magneto y Tormenta se unen al Club Fuego Infernal y se le otorga el puesto del Rey Blanco o Rey Gris. Él presencia la muerte del joven mutante Cypher y atestigua la aparente muerte de todos los X-Men en televisión nacional en Dallas. Magneto expulsa a Sebastian Shaw de su grupo, en orden de establecerse como la cabeza del Club Fuego Infernal, un movimiento que lo aparta de los Nuevos Mutantes permanentemente. Sin embargo, parece perder rápidamente el interés por esta asociación debido a las intrigas interminables entre sus miembros.
Viendo que las condiciones para los mutantes se vuelven progresivamente más peligrosas, Magneto empieza a buscar aliados para proteger a los mutantes de la humanidad. Participa en los Actos de Venganza junto a villanos de tal renombre como Doctor Doom, Wizard y Mandarín. También se enfrenta a Red Skull, un Nazi criminal, del cual Magneto toma venganza enterrándolo vivo.
Trabaja también junto con el agente de inteligencia estadounidense Nick Fury, Rogue, así como también un número de operativos rusos, en orden de restablecer la paz en la Tierra Salvaje. Por desgracia esta misión es interrumpida por sus propias creaciones, Los Mutados, que ahora sirven a la perversa hechicera Zaladane. A pesar de sus intentos, Rogue no puede evitar que Magneto, lleno de ira, mate a Zaladane.
Cansado del constante estado de persecución, Magneto construye una segunda base orbital donde espera vivir una vida de tranquilo aislamiento. En este punto, él ya es una figura representante de la causa de los mutantes y es buscado por un grupo de nuevos mutantes, los cuales se autodenominan Acólitos. Estos intentan convencerlo de que retome su lucha a favor de los mutantes. La muerte de una de ellos a las puertas del Asteroide M es el detonante que provoca que Magneto retome, en parte, sus objetivos. La puesta nuevamente en marcha de sus actividades llama de inmediato la atención de los X-Men, que se enfrentan a él.
Sin darse cuenta Magneto es traicionado por su entonces mano derecha el mutante Fabian Cortez. Cuando Magneto confronta a Cortez, pero este usa sus poderes para encerrarlo en su habitación y expulsar la cápsula y dejar así que Magneto se desvanezca en la nada.
Cortez acusa a los X-Men del atentado a Magneto y toma su lugar como líder en el Asteroide M. La cápsula/habitación de Magneto cae en la Tierra y el campo magnético de esta le devuelve todo su poder.
Magneto enfurecido vuelve al Asteroide M, para vengarse de Cortez al mismo tiempo en que Amelia Voght, una mutante cercana a Magneto, descubre una cinta de seguridad donde se muestra como Fabian Cortez traiciona a Magneto. Al descubrir esto, los Acólitos se vuelven contra Cortez.

### Avalon y Genosha
El Consejo de Seguridad de Naciones Unidas, en respuesta al resurgimiento de Magneto, vota por activar los "Protocolos Magneto" - una red satelital, en una órbita apenas más baja que Avalon, oblicua al campo magnético de la Tierra lo suficiente como para prevenir el uso de los poderes de Magneto en ella, y evitar su regreso a la superficie del planeta.
Magneto realiza varias acciones antes de volver a la actividad. Entre ellas, robar la antigua base espacial de Cable, Graymalkin, y rebautizarla como Avalon. Magneto también intenta en vano convencer a los antiguos Nuevos Mutantes, ahora llamados Fuerza-X para unirse a su causa, pero estos, al ver la brutalidad con que Magneto ataca a Cable, finalmente lo rechazan. Magneto también nombra como su nuevo heraldo al mutante llamado Exodus.
Magneto finalmente se presenta ante los X-Men en el funeral de Illyana Rasputin, la hermanita menor del x-man Coloso. El intenta convencer a los Equipos-X de segurilo a Avalon para protegerse de la amenaza del Virus Legado. Los Equipos-X se niegan y comienza una disputa. El Profesor X se ve entonces, forzado a utilizar su telequinesis para expulsar a Magneto de la Tierra. En respuesta, Magneto genera un pulso electromagnético masivo no solo destruyendo los satélites, sino también desactivando cada dispositivo eléctrico de la Tierra por once minutos.
Los X Men, por su parte, hackean los sistemas de Ávalon para teletransportar un pequeño equipo a la estación con la ayuda de Coloso (quien se había unido a Magneto como uno de sus Acólitos). Allí los X Men enfrentaron a Magneto en combate.
Finalmente, Wolverine se dispone a dar el golpe asesino, lo que lleva a Magneto a responder arrancando el adamantium de los huesos de Wolverine. Este acto de autodefensa enfurece tanto a Xavier que limpia la mente de su antes amigo, dejándolo en coma. Esta acción lleva a la creación de Onslaught.
Magneto permanece comatoso en Avalon acompañado por sus Acólitos, bajo el liderazgo de Exodus. Pero después de la llamada Era de Apocalipsis, Holocausto, el hijo de Apocalipsis es encontrado a la deriva, en el espacio por los Acólitos. Estos, llevan al villano a Avalon, pero cuando este despierta, reconoce a Magneto como su enemigo en su mundo, y lo ataca. Exodus defiende a Magneto, desatándose una espectacular batalla en la que Avalon es destruida. Durante la destrucción, Coloso coloca a Magneto en una vaina de escape, enviándolo de regreso a la Tierra.
Esta vaina es interceptada por Astra, una ex aliada de Magneto que ahora desea su muerte. Ella clona a Magneto y cuando el clon se encuentra listo, restaura la mente de Magneto hasta la destrucción de Avalon. Este clon, sin embargo, termina olvidando la encomienda de Astra y queda perdido. Él es rebautizado como Joseph, y finalmente es encontrado por los X-Men. Los X-Men creen que él es el Magneto original y lo aceptan en el grupo como una oportunidad de redención. Joseph auxilia a los X-Men en su combate contra Onslaught.
Ya que el mundo cree que Joseph es el verdadero Magneto, él original se toma su tiempo para armar un plan. Por diversión, él se disfraza como Erik el Rojo revelando los crímenes pasados de Gambito, a los X-Men, lo que resultan en su expulsión del grupo. Luego asesina a Oderik para prevenir su verdadera identidad sea descubierta por Sabra y Gabrielle Haller.
Acto seguido, construye una máquina para amplificar sus poderes y chantajear al mundo para crear una nación mutante. Los X Men y Joseph, quien ha caído bajo el control de Astra nuevamente, se le oponen y lo derrotan, dejando sus poderes severamente agotados por una sobre-tensión, mientras que Joseph sacrifica su vida para restaurar la Tierra a la normalidad.
Las Naciones Unidas, manipuladas por la mutante Alda Huxley, cede a Magneto la nación isla de Genosha, que cuenta con un gobierno reconocido. Magneto lidera la nación por un tiempo con la ayuda muchos aquellos que previamente se le opusieron, incluso Quicksilver, Polaris, y el fundador de los Acólitos, Fabian Cortez.
A pesar de las esperanzas de las Naciones Unidas respecto a que la guerra civil entre humanos y mutantes lo destruyera o al menos lo ocupara, Magneto machaca toda oposición y reconstruye la nación formando un ejército de mutantes dedicado a su causa, incluyendo mutantes de todas partes del mundo en busca de un santuario.
Finalmente, Magneto con ayuda del geningeniero David Moreau, logra restaurar completamente su poder. Con intenciones de declarar la guerra a la humanidad, captura al Profesor X para usarlo como un símbolo con el cual reúne a sus tropas. Pero Jean Grey recluta una nueva organización de X Men para ayudar a Cíclope y Wolverine a rescatar a Xavier y derrotar a Magneto. Tomando la oportunidad de venganza, Wolverine le deja lesiones serias, lisiándolo por un tiempo.
Magneto se recupera paulatinamente de sus lesiones, cuando un gigantesco Centinela, es enviado por la villana Cassandra Nova a destruir Genosha. Genosha es destruida con todos sus habitantes, incluyendo (aparentemente), al mismo Magneto.

### Dinastía de M
Wanda Maximoff, la Bruja Escarlata, hija de Magneto, comienza a manifestar fuertes síntomas de locura, y con sus poderes mutantes, comienza a causar alteraciones en la realidad. Debido a esto, el mutante Xorn, profesor de la Escuela de Xavier, pierde la cordura. Xorn organiza a la "Clase Especial" de alumnos del Instituto, que tenía a su cargo y los transforma en una nueva versión de la Hermandad de mutantes diabólicos. Utilizando la apariencia de Magneto (y creyendo el mismo que era Magneto), Xorn lleva a cabo un violento ataque contra los X-Men y la ciudad de Nueva York usando incluso hornos crematorios. El ataque se cobra la vida de 5000 personas, incluyendo la de la x-men Jean Grey. Finalmente la amenaza de Xorn concluye al ser decapitado por Wolverine. Solo con la muerte de Xorn, los X-Men descubren el engaño.
Xavier lleva con él a Genosha el cofre que supuestamente contenía los restos de Xorn (el cual más adelante se revela estar relleno con pólvora) y se encuentra con el verdadero Magneto. Magneto se encuentra estupefacto y furioso respecto a la idea de que la gente pudiera pensar que él fuera capaz de cometer exactamente el mismo acto que sufrió su pueblo en su juventud. Xavier y Magneto dejan de lado sus diferencias para reconstruir la isla nación, retomando a la vez su amistad.
Wanda, la hija de Magneto, continua con su problema psicológico a partir de la pérdida de sus hijos y ataca a sus compañeros Avengers, hasta que el Doctor Strange la deja en coma. En Genosha, Magneto oye el llanto psíquico de Wanda rogando por ayuda y, usando un agujero de gusano, la lleva con él antes de que los Avengers puedan hacer algo.
De regreso en Genosha, Magneto cuida de Wanda, permitiéndole solo a Xavier visitarla, con fe en que pudiera ayudarla. Xavier está furioso al saber que Magneto reveló estar vivo, por el rescate de Wanda, pero accede a intentar ayudar. Los X-Men y los Avengers se reúnene para decidir qué se debe hacer, y cuando algunos miembros sugieren matar a Wanda, Quicksilver, su hermano, corre hacia Magneto para informarle.
Magneto admite que no sabe qué más hacer y que el grupo puede tener razón, pero Quicksilver convence e incita a Wanda a distorsionar la realidad en la llamada Dinastía de M. En la nueva realidad, Magneto es atacado por Centinelas en Manhattan en 1979, y revela una conspiración internacional anti-mutante que envuelve a Richard Nixon. Esto resulta en que a Magneto le es concedida la soberanía sobre Genosha como líder de los mutantes del mundo.
Un grupo de héroes logra recuperar sus recuerdos del "mundo real" restaurados por Layla Miller, y se agrupan para atacar a Magneto en Genosha, creyéndolo el responsable de todo. Durante la batalla, Layla puede restaurar los recuerdos de Magneto también, y él confronta a su hijo, enfurecido de que Quicksilver había hecho todo aquello de lo que se le culpaba, en su nombre. Quicksilver revela que Magneto hubiera dejado a Wanda morir, pero Magneto replica que Quicksilver solo los estaba usando tanto a Wanda como a sí mismo. Furioso, Magneto mata a Quicksilver a golpes con grandes piezas de acero y enfrentándolo con un Centinela.
Al percibir la muerte de su hermano, Wanda incapacita a Magneto y le remueve la boca cuando trata de hablarle. Revive a Quicksilver, diciéndole a Magneto que Quicksilver solo quería que él fuera feliz, pero incluso cuando ella le dio a Magneto lo que él quería, siguió siendo una persona horrible, y los mutantes, unos fenómenos. Con la frase "No más mutantes", Wanda cambia el mundo de vuelta a su forma original y causa la pérdida de los poderes del noventa y ocho por ciento de la población mundial mutante. Magneto mismo es uno de los muchos mutantes que pierden sus poderes.
Cuando Quicksilver llega a Genosha para restaurar los poderes de los mutantes utilizando la nieble terígena de los Inhumanos, Magneto condena sus acciones, señalando los desastrosos efectos que la niebla tiene en los no-Inhumanos. Un furioso Quicksilver ataca a Magneto con sus nuevos poderes, hasta que su propia hija, Luna le ruega que se detenga. Cuando los Inhumanos llegan buscando su Niebla, Magneto les relata lo que ha pasado.
Una fuerza misteriosa invade a un hombre llamado Michael Pointer, un asistente de una oficina de correos en Alaska, y se dirige hasta los restos de Genosha, mientras los Nuevos Vengadores tratan de detenerlo. En el Helicarrier de S.H.I.E.L.D., Spider-Man y Visión, logran identificar que este ser posee las habilidades perdidas de todos los mutantes en Dinastía de M. Sentry logra ganar tiempo confrontándose a este sujeto. Pero, el ser, autodenominado El Colectivo llega a Genosha, donde Magneto se encuentra y liberando una gran cantidad de energía, hace que él recupere sus poderes. Tras un enfrentamiento contra los Nuevos Vengadores, Ms. Marvel y Iron Man lo encierran en un campo de fuerza. Magneto se desmaya y es llevado a un helicóptero de S.H.I.E.L.D., de donde escapa.

### X-Men
Magneto reapareció, a instancias de Exodus, para ayudar a restaurar la psique rota del Profesor Xavier. Juntos se las arreglaron para revivir a Xavier antes de ser atacados por Frenzy. Frenzy hiere a Magneto, quien descubre que los Acólitos lo consideran muerto, y creen que es solamente una cáscara sin vida. Tras una riña, Exodus trata de matar a Magneto, pero finalmente Xavier los detiene. Acto seguido, Xavier parte para intentar restaurar sus memorias.
Magneto apareció, aparentemente readaptado, y reactivó a los Centinelas para atacar a los X-Men, que se habían trasladado recientemente a San Francisco. Los X-Men lo derrotaron en el combate, pero se reveló que sus poderes eran artificialmente simulados por un traje diseñado por el Alto Evolucionario, y que su ataque no era más que una distracción para que el Alto Evolucionario pudiera obtener un objeto conocido como el Sueño Celeste con el fin de promover una alianza con Magneto. Después de examinar exhaustivamente el Sueño Celeste, el Alto Evolucionario sometió a Magneto a un proceso tecnológico extremadamente peligroso en un intento exitoso para restaurar sus poderes.
Magneto apareció en Utopía, el santuario de mutantes creado por los X-Men con los restos de su antigua base, el Asteroide M. Magneto sorprende a los X-Men, ofreciéndose para trabajar con ellos impresionado con sus recientes esfuerzos en la defensa y ayuda a los mutantes. Magneto temía el final de los mutantes, hasta el Cíclope le informó de Hope Summers, la "mutante mesías". Después de ayudar a los X-Men derrotar a los Predator-X, Magneto, ahora se considera un miembro de los X-Men, y les ayuda a estabilizar el asteroide para evitar que se hunda en el Pacífico. Para ello, trabajó con Namor y los Atlantes mediante la construcción de un pilar de apoyo. En un intento final de para ganar la confianza de los X-Men, Magneto entró en un profundo estado catatónico de meditación para enfocar sus poderes a una distancia interestelar para revertir el camino de la bala gigantesca del planeta Breakworld donde Kitty Pryde permanecía atrapada, y traerla a la Tierra. Magneto había encontrado la bala antes, mientras trabajaba con el Alto Evolucionario, y había supuesto que Kitty estaba dentro. Utilizando todos sus poderes, Magneto fue capaz de traer la bala a la Tierra. Sin embargo, el uso de su poder a tal intensidad, lo dejó en estado de coma.
Magneto despierta del coma después de que la joven Hope fue teletransportado a Utopía por Nightcrawler.
Después de esa batalla, Magneto se enteró de que los Jóvenes Vengadores, partieron a buscar a la Bruja Escarlata, y que Wicca y Speed son las reencarnaciones de los hijos de Wanda. Magneto se reúne con ellos, diciendo que él quiere que Wicca y Speed finalmente lo reconozcan como su abuelo, y les ayuda a encontrar a Wanda. Los Vengadores intentar detener Magneto y luchar contra él, sin éxito, antes de que Wicca teleporte a Magneto y los Jóvenes Vengadores a la Montaña Wundagore. Pero finalmente descubren que esta Bruja Escarlata es en realidad un Doombot disfrazado.
Con su reputación en todo el mundo como un mutante revolucionario / terrorista, Magneto parte en la búsqueda de una solución al problema a petición de Cíclope antes de que se haga público que se encuentra establecido en Utopía. Kate Kildare, una especialista sobrehumana de relaciones públicas, le aconseja. Con un terremoto a punto de entrar en San Francisco, Magneto utiliza sus poderes para estabilizar los edificios de la ciudad, las estructuras y los vehículos de metal, suavizando los movimientos de tierra mismos, evitando así grandes daños y salvando muchas vidas. Como resultado, algunos ciudadanos le favorecen, mientras que otros se recuerdan lo potencialmente peligroso que puede ser y ha sido.
Durante la batalla entre los X-Men y los Avengers, Magneto combatió a Iron Man, antes de abandonar la batalla para buscar a su hija Wanda. Él está ausente de la batalla final en la Luna, permaneciendo con Tormenta y Psylocke en la Tierra. Más tarde, auxilia a los X-Men y a los Avengers a combatir a Cíclope, poseído por el Fénix.
Cuando la batalla entre los Avengers y los X-Men concluye, Magneto decide ayudar a cíclope a escapar de prisión y se une a su equipo de resistencia. Magneto parece estar colaborando en secreto con SHIELD, debido a que sus poderes se han vuelto inestables. Sin embargo, esto solo era un plan para colarse en la organización.
Recientemente Magneto recibió una invitación de Mystique y Blob, quienes están intentando formar una nueva sociedad mutante en el principado asiático de Madripoor. Los mutantes de ese lugar claman por Magneto como su líder, pero el rechaza la oferta.
Durante los eventos de AXIS, Magneto descubre que Genosha se ha convertido en un campo de concentración. Él es capturado y torturado por Red Skull, siendo rescatado más tarde por Rogue y la Bruja Escarlata. Magneto mata a Red Skull, pero lo único que provoca, es el surgimiento del llamado Red Onslaught.
Con el propósito de confrontar esta amenaza, Magneto forma un escuadrón compuesto por villanos (Hombre Absorbente, Carnage, Deadpool, Dr. Doom, Sabretooth, Mística y otros más).
Más tarde, la Bruja Escarlata y el Doctor Strange crean un hechizo de inversión moral que transforma a los héroes en villanos y viceversa. Magneto es inmune a este efecto dada su ambigüedad moral. Magneto y Quicksilver son atacados por Wanda. En la batalla Magneto descubre que ellos no son sus hijos biológicos. Al terminar la batalla, Magneto decide entregarse a SHIELD.
En las llamadas Secret Wars, Magneto con ayuda de Polaris, intenta evitar el colapso del universo al colapsarse con el Universo Ultimate. Magneto revela además estar tomando un coctel de diversos fármacos que le ayudan a incrementar sus poderes. Magneto absorbe los poderes de Polaris y ayuda a evitar la catástrofe magnética que sufre la Tierra. Magneto aparentemente mure en el acto.
Magneto resurge poco después, pero aparentemente sin recuerdos de su vida anterior. Con el caos causado por las Nieblas Terrígenas de los Inhumanos sobre los mutantes, Magneto decide organizar a un nuevo equipo de X-men conformado por Psylocke, Ángel, Mística, Sabretooth y M. Este equipo opera desde la Tierra Salvaje. En su primera batalla, el equipo enfrenta a los Jinetes Oscuros de Apocalipsis. En la batalla contra los Jinetes, Magneto destruye Genosha.

## Poderes y habilidades
Magneto tiene el poder de controlar todas las formas de magnetismo, lo que le permite:
Magneto ha usado sus habilidades magnéticas para extraer el adamantium del esqueleto de Wolverine.[cita requerida]
A pesar de que a menudo gesticula al usar sus poderes magnéticos, puede utilizarlos sin necesidad de gesto alguno.
Tiene entrenamiento para resistir ataques psíquicos, ha sido capaz de combatir intrusiones telepáticas y ataques de Psylocke, Jean Grey e incluso el profesor Xavier. En alguna ocasión lo han proclamado como un telépata "latente" más que como completamente al tanto y en control de sus habilidades.[cita requerida]
Magneto es experto en varios campos científicos, como en manipulación genética e ingeniería, con conocimiento más allá de la ciencia contemporánea. Ha diseñado robots aéreos y terrestres como también computadoras complejas y generadores magnéticamente controlados. Ha creado seres vivos artificiales, naciones espaciales y máquinas que anulan poderes mutantes dentro de un radio de varias millas.

## Personajes Relacionados
- Charles Xavier: Tienen una relación inestable, son amigos por un lado pero opositores políticos en lo que respecta a la situación entre humanos y mutantes. Magneto no comparte el Sueño de Xavier.
- Quicksilver (Pietro Maximoff): Es su hijo biológico. Trabajó para él en los primeros tiempos de la Hermandad de mutantes, al haberle Magneto salvado la vida de unos campesinos asustados que trataban de lincharlos, aunque ninguno de ellos era consciente de su vínculo sanguíneo. Posee poderes de velocista. Un nuevo ret-con replanteó su origen como mutante, hasta el punto que ya no es reconocido como hijo de Magneto y considerado ahora como un Inhumano.
- Bruja Escarlata (Wanda Maximoff): Es su hija biológica. Se le aplica lo mismo dicho de su hermano Quicksilver. Tiene poderes mágicos, ha sido candidata para ser Hechicera Suprema. Un nuevo ret-con replanteó su origen como mutante, hasta el punto que ya no es reconocida como hija de Magneto y considerado ahora como una Inhumano.
- Polaris (Lorna Dane): Hija biológica con poderes similares a los suyos.
- Sapo: Su seguidor mutante, de muy baja autoestima.
- Magda: Su esposa humana que huyó de él y tuvo a sus hijos en la montaña Wundagore, donde se encuentra su tumba.
- Anya : Hija primogénita aparentemente humana. Fallecida.
- Visión: Exesposo de su hija Wanda, y por consiguiente, yerno de Magneto.
- Crystal (Crystalia Amaquelin): Nuera, exesposa de Quicksilver. Princesa de los Inhumanos.
- Luna Maximoff: Nieta, hija de Quicksilver y 100% humana.
- Wiccan (William Kaplan): Hijo no biológico de Wanda, por tanto su nieto no biológico. Su alma fue raptada por Mephisto y luego integrada a Billy. Ha sido candidato a Hechicero Supremo. Posee poderes mágicos como su madre y también poderes eléctricos.
- Veloz (Thomas Shepherd): Hijo no biológico de Wanda, por tanto su nieto no biológico. Su alma fue raptada por Mephisto y luego integrada a Thomas. Posee poderes de velocista como su tío y de crear explosiones.

## Otras versiones

### Era de Apocalipsis
En esta realidad alterada, el pasado de Magneto es muy parecido, pero el Profesor X muere en el pasado a manos de su propio hijo, Legión. Esto provoca que Magneto encabece la causa de Xavier, y se convierte en líder de los X-Men y principal opositor al gobierno de Apocalipsis. Magneto está casado con Rogue y tienen un hijo llamado Charles.

### Ultimate Magneto
En esta realidad, los padres y abuelos de Erik sufrieron las brutalidades de los campos de concentración nazis. Sus padres trabajaron en el arma-X, que creó a los mutantes (siendo él uno de ellos). Furioso por esto, contacto con James Howlett y les envió a matar a sus propios padres
Se presenta como un Magneto mucho más oscuro y cínico que el original, con unos instintos más asesinos que los mostrados en la continuidad regular. El dirige a una Hermandad de Mutantes mucho más grande y poderosa.

### Marvel Zombies
Magneto se muestra como el culpable de haber traído el virus alienígena zombificador a la Tierra con el propósito de exterminar a la raza humana. Creyendo que el virus solo afectaría a los seres humanos, ignoraba que además de re-animarlos como agresivos y sanguinarios carnívoros, el proceso era aún más acelerado con los mutantes y toda clase de metahumanos, empeorando la situación al descubrir que los infectados no solo conservaban sus poderes sino también su intelecto, siendo capaces de coordinar planes complejos para atacar tanto civiles como a los mismos superhéroes no infectados.
En el arco "Ultimate Fantastic Four Vol 1 #21-23", Reed Richards crea un portal interdimensional luego de recibir una señal de radio de su contraparte de otro Universo, ignorando que se trataba de una trampa, Richards cruza el portal buscando a su otro yo dentro del Edificio Baxter del Universo paralelo, sin embargo lo único que encuentra es el edificio en ruinas y la isla de Manhattan totalmente arrasada y cubierta de cadáveres, horrorizado y sin explicarse lo que estaba sucediendo, es repentinamente emboscado por los Cuatro Fantásticos zombis, quienes comienzan a perseguirlo con la intención de devorarlo, durante la persecución es sorprendido por Spiderman zombi y muchos más héroes zombificados como Thor, Hulk, Dr. Strange, Daredevil, etc., pero gracias a la oportuna intervención de Magneto, Reed logra salvarse mientras los contenía atacando a los zombis con autos y demás objetos metálicos.
Magneto se lleva a Reed hacia una guarida improvisada donde tenía ocultas a varias personas de los zombis, explicándole que había sido engañado por Reed zombi para construir el portal interdimensional, puesto que los zombis de su mundo habían arrasado con toda forma de vida en el planeta en solo tres días y estaban buscando más mundos para saciar su hambre, Reed confronta a Magneto preguntándole por qué arriesgaba su vida buscando supervivientes humanos siendo que él como líder de la Hermandad de mutantes diabólicos los despreciaba, contestándole que durante el fin del mundo no tiene más opción sino ayudar, en parte además por el remordimiento de haber sido el responsable de haber iniciado todo.
Mientras tanto los Cuatro Fantásticos zombis regresan al Edificio Baxter para usar el portal que Reed zombi había construido para conectarse con el del Universo Ultimate, enfrentándose contra los Cuatro Fantásticos vivos quienes consiguen difícilmente vencer a los zombis y encerrarlos en cámaras especiales de contención, Reed Richards y Magneto deciden ir al portal para poner al grupo de supervivientes a salvo, no obstante son rastreados por el super-olfato de Wolverine zombi y son atacados por un masivo grupo de zombis, entre ellos Iron Man, Tormenta, Black Bolt, Falcon, Thor, Ant-Man, Quicksilver, Giant-Man etc. Afortunadamente los Cuatro Fantásticos vivos aparecen en escena (sospechando que Reed tenía problemas) y ayudan a contener a los zombis, en el proceso Magneto, como acto final decide no irse, argumentando que debía quedarse a destruir el portal para prevenir que los zombis los siguieran, sacrificando su vida. Magneto se enfrenta él solo contra los enfurecidos zombis, atravesando a Daredevil con una viga de acero y cortando la tapa craneal del Coronel América con su propio escudo, pero es derribado por un mordisco de Wasp, quien se había encogido para no ser detectada por él, con sus últimas fuerzas continúa combatiendo, pero pronto es superado en número y devorado por los zombis, acabando así con su vida.

## En otros medios

### Televisión
- Spider-Man 1967

En el dibujo animado de Spider-Man de 1967, Spider-Man luchó contra un científico llamado Dr. Matto Magneto empuñando una pistola magnética en el episodio "The Revenge of Dr. Magneto". El personaje estaba basado (muy) libremente en el personaje de Magneto de los cómics, y se parecía más a Albert Einstein que a Erik Magnus Lehnsherr. Este personaje no es un mutante ni tiene súperpoderes. Su nombre se pronuncia "Mag-netto" en lugar de "Mag-neet-o" porque es alemán.
- Los Cuatro Fantásticos 1978

En la serie de dibujos animados de los Cuatro Fantásticos de 1978, Magneto (con la voz de John Stephenson) tomó brevemente el control del equipo en el episodio "The Menace Of Magneto". Aquí, él no está representado como un mutante. En cambio, es simplemente un supervillano extremadamente poderoso con aspiraciones típicas, como robar un banco. En lugar de volar, se transporta en un extraño dispositivo tipo coche que mueve usando sus poderes magnéticos. Fue derrotado cuando Reed Richards lo engañó con una pistola de madera.
- Spider-Man 1981

El dibujo animado individual de Spider-Man de 1981 presentaba a Magneto en el episodio "When Magneto Speaks... People Listen". En esta versión usó el alias de Mr. M, él tomó el control y ocultó varios de los satélites de comunicación del mundo exigiendo $ 100 millones en oro para devolver el poder al mundo. Fue derrotado por Spider Man, que fue capaz de devolverle su poder de imán utilizando un relé de microondas, pero Magneto logró escapar.
- Spider-Man and His Amazing Friends

Magneto regresó en Spider-Man and His Amazing Friends, intentando liberar a sus compañeros mutantes de la prisión en el episodio "The Prison Plot". Fue interpretado con la voz de Michael Rye. El personaje también hizo una pequeña aparición en un recuerdo en el episodio "A Firestar Is Born", cuando Estrella de Fuego (Firestar) relata su pasado a los X-Men. A pesar de sus apariciones televisivas de Spider-Man, ha aparecido en solo dos números de un título de Spider-Man.
- X-Men: Pryde of the X-Men 1989

Magneto fue el villano principal en el piloto animado de Pryde of the X-Men - fue su primera aparición animada efectiva luchando contra los X-Men. Su voz en inglés fue interpretada por Earl Boen.
- X-Men 1992

Magneto fue interpretado con la voz de David Hemblen en la serie X-Men, donde jugó un papel destacado. Curiosamente, aunque comenzó en la serie como un villano, el personaje pasó más tiempo como un aliado de los X-Men, luchando junto a ellos contra enemigos comunes como los Centinelas y Mr. Sinister en comparación con la representación de villano de corazón frío que tuvo en anteriores series animadas como Pryde of the X-Men.
- X-Men: Evolution 2000

La voz de Magneto en inglés fue proporcionada por Christopher Judge en la serie animada de televisión X-Men: Evolution.
Durante la primera temporada de la serie es un oscuro y misterioso manipulador cuya existencia es desconocida por los X-Men, excepto por el Profesor Xavier, hasta que el primer Hombre-X, Wolverine, lo descubre, aunque Magneto se convierte en una amenaza más directa al final de la primera temporada. En los episodios de la temporada 1, usa a su agente Mystique para armar un equipo de mutantes e incluso recluta a su propio hijo, Quicksilver para espiarlos. En el final de la primera temporada, envía a La Hermandad a luchar contra los X-Men y lleva a los ganadores (ya sean de su equipo o de los rivales) al Asteroide M en un intento de convencerlos de unirse a su causa y entrar en un potenciador genético para desarrollar completamente sus poderes como lo hizo él. Mystique se dispone a traicionar a Magneto quien decidió hacerla a un lado por perder el combate contra Tormenta (aunque las escenas de los recuerdos del pasado indican que han estado en desacuerdo desde que Magneto separó a Mystique de su hijo recién nacido Nightcrawler) y los planes para su venganza se extienden durante toda la segunda temporada.
En la segunda temporada, Magneto recluta personalmente a un nuevo equipo, los Acólitos, se modifica a sí mismo y rejuvenece usando la cámara que fue creada hace muchos años para el Capitán América porque sus mejoras genéticas ya no funcionaban y finalmente revela la existencia de los mutantes al mundo obligando a los X-Men y La Hermandad a luchar contra el Centinela que estaba programado para detectar y destruir mutantes. En este momento su hija Wanda hace su aparición, ella odia a Magneto por abandonarla cuando era niña y dejarla en un asilo mental (cuando se le preguntó sobre qué evento específico llevó a Magneto a institucionalizar a Wanda, el escritor principal de X-Men: Evolution, Greg Johnson, dijo que– no hubo un evento específico. Fueron años en los que él trató de manejar a una niña hostil, descontrolada, cuyos poderes prometían ser muy destructivos si no conseguía contenerlos). Wanda persigue a Magneto implacablemente hasta que él recluta a Mastermind y le encarga modificar sus recuerdos, dándole a Wanda una imagen diferente de su padre.
En la tercera y cuarta temporada de la serie, Magneto se dedica a prevenir el despertar del mutante Apocalipsis, aunque todos sus intentos fracasan y cuando Apocalipsis despierta, Magneto decide luchar contra él, pero es vencido y los X-Men quienes estaban presenciando la pelea lo dan por muerto cuando desaparece en una explosión, poco tiempo después en los 2 últimos episodios de la serie, se revela que Magneto en realidad fue transportado hasta la Esfinge donde Apocalipsis lo transformó en uno de sus Cuatro Jinetes. Magneto es liberado de su esclavitud en el episodio final "Ascension" Part 2 y fue visto por última vez siendo ayudado por sus dos hijos. En los momentos finales del episodio, Charles Xavier dice que fue testigo del futuro en la mente de Apocalipsis, y entre las escenas de la predicción de Xavier se ve a Magneto convertirse en un aliado de los X-Men entrenando a los Nuevos Mutantes, como lo hizo en los cómics.
En esta serie, Magneto usa un dispositivo a bordo del Asteroide M para avanzar en su evolución e impulsar sus poderes a mayores alturas. Evidentemente, este avance lo lleva a otro nivel como mutante. Una proclamación a la que hace referencia cuando va a luchar contra Apocalipsis, declarando que es una batalla– Entre seres evolucionados. Esto se ve reforzado por la afirmación de Caliban de que Magneto es demasiado avanzado para poder localizarlo, pero que cualquier otro mutante todavía estaba dentro de sus capacidades.
- Wolverine and the X-Men 2008

Magneto aparece en Wolverine and the X-Men con la voz de Tom Kane en una interpretación basada en la representación de Magneto hecha por Ian McKellen en las películas de X-Men. Se muestra que gobierna la isla de Genosha, donde parece que la mayoría de los mutantes se están mudando, a la luz de los recientes sentimientos anti-mutantes. A pesar del tratamiento del gobierno de los mutantes, parecen contentos de permitir que Magneto promocione a Genosha en los Estados Unidos con carteles y comerciales variados. Más tarde se reveló que Magneto encontró al Profesor X inconsciente en Genosha después de la destrucción de la Mansión X y se encargó de cuidarlo. Cuando los X-Men llegan para "rescatarlo", Magneto les entrega su cuidado y les dice que son su familia. Cuando Nightcrawler llegó a Genosha, hizo que su hija Scarlet Witch le diera un recorrido. Durante ese tiempo, envía a Mystique a la Mansión X para "controlar" al Profesor X. Magneto, Scarlet Witch y los Acólitos atacaron a Nightcrawler cuando descubrió las células subterráneas de Magneto. Cuando Nightcrawler se teletransportó mucho para advertir a los X-Men, Magneto hizo que Mystique lo interceptara mientras preparaba una celda especial para Nightcrawler. Magneto le dio a Quicksilver y a su Hermandad de Mutantes una misión. Durante la transmisión, Quicksilver le dice a su padre que si logran esto, será mejor que le den una cálida bienvenida a Genosha. En "Battle Lines", Magneto tuvo una conversación con el senador Kelly acerca de evitar que los poderosos mutantes fueran enviados a Genosha. Más tarde, sus Acólitos asaltan las cárceles de MRD para liberar a los mutantes. En "Hunting Grounds", descubre que Scarlet Witch y Nightcrawler habían sido secuestrados por Mojo. Después del rescate, Scarlet Witch convence a Magneto para que deje ir a Wolverine y Nightcrawler. En "Backlash", Quicksilver no estaba contento con Magneto cuando suelta la Hermandad de Mutantes de Quicksilver. Después de una conversación con Quicksilver, hace que Scarlet Witch notifique al MRD sobre el escondite de la Hermandad. En "Aces and Eights", el senador Kelly envía a Gambito a robar el casco de Magneto. Cuando Gambito se escapa sin el casco y Magneto se entera de esto, estaba a punto de golpear al senador Kelly hasta que la intervención de los X-Men lo impidió, mostrando a Magneto y Kelly el verdadero horror del futuro que sus acciones están creando.
Mientras Kelly escucha la razón y acepta detener el programa Centinela, Magneto se niega a renunciar a sus ambiciones. En el episodio de tres partes "Previsión", Magneto envía a Mystique a hacerse pasar por el senador Kelly para desatar a los Centinelas en Genosha, haciendo que parezca que Kelly comenzó el ataque. Cuando los Centinelas atacan a Genosha, Magneto inicialmente no hace nada, alegando que los débiles deben ser sacrificados para que los fuertes puedan unirse. Luego usa sus poderes para reprogramarlos para atacar a los humanos. La Fuerza del Fénix lo derribó de su Centinela, pero Quicksilver lo rescató y lo llevó de regreso a Genosha. Después de que la Fuerza Fénix fue detenida, Scarlet Witch y Polaris hicieron que Blink teletransportara a Magneto y Quicksilver lejos de Genosha. Finalmente viendo la naturaleza corrupta y equivocada de su padre, Scarlet Witch toma el control de Genosha con el apoyo total de los isleños. Aunque Scarlet Witch le dice a Quicksilver que siempre es bienvenido en Genosha, ella también afirma que Genosha ya no es el país de Magneto; por lo tanto, desterrando a su propio padre.
- The Avengers: Earth's Mightiest Heroes (2012)

Durante el arco de la invasión skrull en la temporada 2 en el episodio 12 Magneto tiene un cameo en unas fotografías de Nick Fury junto a otros mutantes y personajes de Marvel.
- Iron Man: Armored Adventures (abril de 2009)

Magneto aparece en el episodio "The X-Factor" de Iron Man: Armored Adventures interpretado con la voz de Ron Halder, también basado en la versión de Magneto interpretada por McKellen en las películas. Sus alias son Magnus, Max Eisenhart y Erik Lensherr. Se menciona que fue víctima del programa Arma X (como la versión de los cómics Ultimate) cuando Pepper busca su perfil en S.H.I.E.L.D. Iron Man se encuentra con Magneto en un estacionamiento después de haber estrechado al activista anti-mutante Simon Trask con una tubería de metal y Magneto lo ataca, la batalla termina cuando Iron Man es arrojado en los botes de basura.
- The Super Hero Squad Show (septiembre de 2009)

Magneto aparece en El escuadrón de superhéroes con la voz de Maurice LaMarche. Además de ser representado como un aliado del Doctor Doom, esta versión de Magneto se muestra tratando de entrenar a sus hijos Quicksilver y Scarlet Witch para seguir su legado.
- Marvel Anime: X-Men 2011

Se hizo referencia a Magneto en la serie de Marvel Anime: X-Men. En el episodio "Conflicto", Emma Frost menciona que Magneto se encuentra en una prisión especial cuando habla con Cíclope sobre quién podría haber retorcido un puente de acero. En la escena poscréditos del último episodio "Destiny", se revela que la prisión de plástico de Magneto ha sido destruida y que ha escapado.
- Marvel Disk Wars: The Avengers 2014

Magneto aparece como un personaje invitado en el episodio 21 de la serie de anime Marvel Disk Wars: The Avengers con la voz de Banjō Ginga. En la serie, se dice que es un viejo enemigo de los X-Men, pero acepta ayudar a rescatar a los niños y a Noriko Ashida de los Centinelas después de darse cuenta de que puede reclutar a Noriko como miembro de La Hermandad. Le ofrece a Noriko la oportunidad de venir con él y ayudar a crear un mundo donde los mutantes son la especie dominante, pero ella rechaza su oferta afirmando que Hikaru y los otros niños le demostraron que un día los mutantes y los humanos pueden vivir juntos en paz.

### Cine
Magneto interpretado por Sir Ian McKellen fue incluido en toda la trilogía original de la saga X-Men (X-Men, X-Men 2 y X-Men: The Last Stand) 2000-2006. En X-Men: primera generación, estrenada el 3 de junio de 2011, una versión juvenil de Magneto interpretada por Michael Fassbender es introducida como personaje coprotagonista. Ian McKellen vuelve a interpretar a Magneto en un cameo de la escena poscréditos de The Wolverine en 2013. Las versiones joven y anciana de Magneto interpretadas por Ian McKellen como el Magneto del futuro y Michael Fassbender como el Magneto del pasado, aparecen en X-Men: días del futuro pasado de 2014. Fassbender también repitió su papel en X-Men: Apocalipsis, siendo uno de sus jinetes llamado "Guerra". Además fue interpretado como niño por Brett Morris en X-Men y Bill Milner en X-Men: primera generación.

#### X-Men
En la película X-Men del 2000, Magneto es un poderoso mutante con habilidades casi ilimitadas. Él es el principal antagonista. Pero la existencia de los mutantes se ha vuelto pública y es el tema de un feroz debate sobre si se les deberían dar o no los mismos derechos que otros humanos o si deberían ser separados todos juntos. El Senado de los Estados Unidos está debatiendo una Ley de Registro de Mutantes para obligar a todos los mutantes a revelarse y estar registrados, una movida patrocinada por el senador Robert Kelly. Magneto está presente el día en que Jean intenta convencer al senado de votar contra el registro de mutantes pero el senador Kelly recibe aprobación y aplausos de la gente en el congreso. Cuando se enfrenta a su viejo amigo, Charles Xavier, le dice que ya había visto y oído los mismos discursos antes, cuando los nazis clamaron contra los judíos. Luego le pide a Xavier que no se interponga en su camino mientras intenta garantizar la supremacía de los mutantes. Magneto intenta convertir en mutantes a los líderes mundiales con una máquina de alta tecnología impulsada por sus propios poderes instalada en la antorcha de la Estatua de la Libertad. Como la máquina es potencialmente mortal para los mutantes que la usen, él secuestra a Rogue con la intención de utilizarla como fuente de energía para la máquina. Magneto no sabe que la máquina también causaría la muerte de humanos al perder su estructura molecular (tal como le pasó al senador Kelly). Jean Grey y Tormenta intentan advertirle a Magneto que la máquina es mortal tanto para mutantes como para los humanos, pero Magneto sigue empeñado en llevar a cabo su plan de hacer mutar a los líderes mundiales y no los escucha. Al final, mientras Wolverine ataca a Magneto en la antorcha, Cíclope lanza un rayo óptico para derribar a Magneto y destruir la máquina. Magneto termina encerrado en una prisión de plástico.

#### X-Men 2
Magneto regresa en X-Men 2 de 2003. Después de escapar de prisión gracias a que Mystique le había inyectado una suspensión de partículas de hierro a un guardia de seguridad, él hace una tregua con los X-Men para ayudarlos a detener el plan de William Stryker de matar a todos los mutantes. Una vez que Magneto frustra el intento de Stryker de usar una copia de Cerebro operado por Xavier bajo el control mental del propio hijo de Stryker para matar a todos los mutantes, decide con Mystique forzar a Xavier a matar a todos los humanos normales. Poco después de que Magneto abandona la instalación en el helicóptero de Stryker, los X-Men intervienen a tiempo para despertar a Xavier y detener el plan de Magneto.
En esta película, el disfraz y el casco de Magneto fueron ligeramente rediseñados para un mejor rendimiento debido a la experiencia de McKellen con la película anterior en la que el casco le resultó particularmente incómodo de llevar y el traje restringía bastante sus movimientos. Además de estos cambios de vestuario, Magneto ahora tiene un diminuto broche de plata en el cuello que recuerda mucho a los diseños en el casco del personaje de los cómics.

#### X-Men: The Last Stand
En X-Men: The Last Stand de 2006, Magneto regresa nuevamente como el principal antagonista y volvió a formar la Hermandad de Mutantes con otros reclutas. Cuando supo que una compañía importante ha producido una "cura" para el gen mutante, él y su nueva Hermandad atacan las instalaciones con la intención de matar al niño en quien se basa la cura. Al enterarse del regreso de Jean Grey, Magneto deja a un lado sus preocupaciones sobre la cura para influir al Fénix y ponerla de su lado; tiene éxito, pero se estremece cuando el Fénix convierte en polvo a Xavier ante sus ojos. Después de la aparente muerte de Xavier, Magneto muestra con sinceridad que se lamenta por su muerte aunque no se arrepiente. Durante el asalto de la Hermandad a Alcatraz, Magneto levantó y manipuló el puente Golden Gate y no tuvo reparos en poner en peligro o sacrificar a docenas de sus seguidores mutantes enviándolos a sabiendas contra las armas anti-mutantes mientras permanecía a salvo fuera de alcance, afirmando que "en el ajedrez, los peones van primero". Durante el enfrentamiento final, Wolverine y Bestia trabajan juntos y le inyectan a Magneto la "cura" que elimina sus poderes. Entonces Magneto huye del lugar cuando el Fénix se enfurece y comienza a convertir en polvo a toda la gente de la isla ya sean humanos o mutantes.

#### X-Men: primera generación
Michael Fassbender retrata una versión juvenil alternativa de Erik Lensherr / Magneto en la película de 2011 X-Men: primera generación. En esta película, Lensherr fue separado de sus padres por soldados nazis en un campo de concentración y fue durante ese momento que sus poderes comienzan a manifestarse doblando un par de puertas metálicas. Pero a diferencia de la primera película de la trilogía clásica, esta escena es más extendida ya que este hecho fue presenciado por el Dr. Klaus Schmidt quien trae a Erik hasta su oficina para pedirle que le dé otra demostración de su poder moviendo una moneda sobre su escritorio. Para presionarlo, Schmidt amenaza con matar a la madre de Erik si no consigue mover la moneda, pero Erik no logra mover la moneda y Schmidt ejecuta a la madre del niño, forzando a Erik a demostrar sus poderes con su dolor. Erik pasa su vida buscando a Schmidt (quien ahora se lo conoce como Sebastian Shaw) después de la guerra y en 1962, empieza una casería contra todos los que Schmidt alguna vez tuvo contacto, empezando por el dueño de un banco francés (el cual también era partidario de los nazis), cuando llevó un viejo lingote de oro del partido Nazi, donde consigue algo de información tras torturarlo. Posteriormente viaja a Villa Gesell, Argentina donde asesina a otros de los que tuvieron contacto con Schmidt. Después de esto, sigue el rastro de Schmidt hasta un puerto en Miami donde lo encuentra, pero infortunadamente este logra escapar del lugar en un submarino, pero en pleno escape, Erik se cruza con Charles Xavier, donde es reclutado para la "División X", un grupo de misiones mutantes de la CIA, y ayuda a la agencia en la investigación de Shaw. Erik desarrolla una fuerte amistad con Xavier, y con Raven; sus respectivos nombres en clave "Mystique" y "Magneto" fueron pensados el uno por el otro. Charles y Erik finalmente descubren que Shaw planea desencadenar la Tercera Guerra Mundial convenciendo a la Unión Soviética de colocar misiles nucleares en Cuba, justo antes de que Shaw ataque la instalación secreta de la División X y fuerce el desmantelamiento del equipo. Los mutantes restantes se reúnen en la mansión de Xavier para planear la forma de oponerse a los planes de Shaw, y Xavier ayuda a Erik a encontrar otra forma de soltar su poder innato. Durante el enfrentamiento con Shaw y sus hombres en el Caribe, Erik saca del agua el submarino nuclear de Shaw y lo lleva a la playa, luego estando a bordo se enfrenta a Shaw, quitándole el casco para que Xavier entre a su mente y lo paralice. En un giro del destino, Erik se pone el casco de Shaw y dice que él está de acuerdo con los ideales exclusivistas de Shaw sobre la clase mutante. Luego usa la misma moneda que Shaw le dio hace años en el campo de concentración para matarlo. Tanto el ejército estadounidense como el soviético apuntan sus armas a la playa después de presenciar la confrontación de los mutantes. Erik detiene los misiles que les disparan en el aire e intenta regresárselos a los buques humanos, ignorando las súplicas de Xavier. Moira MacTaggert intenta disparar a Erik, pero él desvía los disparos, de los cuales uno le da a Xavier en la espina dorsal, provocándole una parálisis. Como resultado, Erik pierde la concentración y los misiles caen al océano. Al despedirse de Xavier por sus diferentes formas de ver la relación entre mutantes y humanos, Lensherr se va con Mystique y la tripulación de Shaw. En la escena final de la película, Magneto libera a Emma Frost de su confinamiento mientras usa un disfraz similar a su primera aparición en el cómic.
El personaje estuvo originalmente planeado para una película spin-off titulada X-Men Origins: Magneto (X-Men Orígenes: Magneto por su traducción del inglés), que después de perderse en el infierno del desarrollo, fue archivado debido a su trama siendo reciclado para X-Men: primera generación.
Un error notable en esta película fue que la historia mostró la amistad inicial entre Charles Xavier y Magneto y cómo fue que terminaron separándose al final. Pero eso contradice a X-Men: The Last Stand ya que en el comienzo de esa película se muestra una escena de hace 2 décadas en el pasado en donde las versiones ancianas de Xavier y Magneto todavía eran amigos en los años 80.

#### The Wolverine
Ian McKellen repite su papel haciendo un breve cameo junto con el Profesor Xavier en una escena a mitad de los créditos finales en The Wolverine. Logan regresa a los Estados Unidos después de lo transcurrido en la película. Ambos le hablan a Logan en un aeropuerto sobre la terrible arma nueva del gobierno que podría destruir a todos los mutantes, mientras una transmisión televisiva de Trask Industries se reproduce en un televisor. La película también revela que Magneto recuperó sus poderes, causando que varias monedas y otros objetos metálicos se sacudan, también detuvo a Wolverine cuando este trató de atacarlo.
En esta película se aprecia un error de continuidad. Magneto vuelve a ser amigo de Xavier (quien acaba de revivir) a pesar de que fue el principal responsable de que Jean / Fénix convirtiera en polvo a Xavier. Nunca explicaron por qué volvieron a ser amigos.

#### X-Men: días del futuro pasado
Michael Fassbender regresa para interpretar la versión joven de Magneto del pasado mientras que Ian McKellen retoma por última vez su papel como el Magneto anciano del futuro en la película X-Men: días del futuro pasado.
En un futuro donde los Centinelas exterminaron a la mayoría de los mutantes y aprisionaron a los humanos, el anciano Magneto se alía con lo que queda de los X-Men y se ocultan en un monasterio en China. Él y el Profesor Xavier deciden que la mejor solución sería evitar la creación de los Centinelas deteniendo el asesinato de Bolivar Trask cometido por Mystique en 1973. Kitty Pryde envía la mente de Wolverine hasta su yo del pasado, mientras eso ocurre, simultáneamente los Centinelas atacan el escondite de los X-Men. Magneto destruye muchos Centinelas enviándoles el Blackbird para que explote cerca de ellos pero el fragmento perdido de un Centinela destruido salió volando y se le enterró en el estómago. Retirándose al monasterio, Magneto comienza a debilitarse por su herida y le dice a Xavier que desearía recuperar los años que han perdido peleando entre ellos. Los dos se quedan esperando su muerte hasta que los Centinelas entran en el monasterio para acabar con ellos, pero en ese momento el joven Xavier y Wolverine impidieron el asesinato de Trask en el pasado y cambiaron con éxito el futuro.
Cuando Wolverine llega a 1973, entra en contacto con Xavier y Bestia, luego recluta a Quicksilver para liberar al joven Magneto de su prisión debajo del Pentágono, donde había estado cautivo desde 1963 por su aparente implicación en el asesinato de John F. Kennedy, hecho de cual siguió insistiendo en su inocencia. Magneto les ayuda a evitar que Mystique mate a Trask en los Acuerdos de Paz de París pero luego decide tomar el asunto en sus manos. Él intercepta un tren que transporta unos prototipos de los Centinelas y les inserta metal que toma de las vías del tren preparándolos para poder controlarlos, más tarde en la Casa Blanca, de algún modo Magneto enciende a los Centinelas y hace que ataquen a la multitud, luego coloca el Estadio Conmemorativo Robert F. Kennedy alrededor de la Casa Blanca como una barricada. Usando sus poderes, Magneto saca la habitación blindada de la Casa Blanca, da un discurso ante las cámaras de televisión sobre la superioridad de los mutantes y se dispone a matar al presidente Richard Nixon junto con su gabinete. Después, Nixon resulta ser Mystique transformada quien hiere a Magneto disparándole una bala que roza su cuello. Magneto es considerado como un mutante terrorista por su ataque contra Nixon y los líderes mundiales se unen para perseguirlo. Sus acciones también demostraron que los Centinelas pueden ser una amenaza si terminan en las manos equivocadas. Esto se convierte en uno de los factores que provocaron la cancelación del programa Centinela y así se evita el futuro de destrucción.

#### X-Men: Apocalipsis
En X-Men: Apocalipsis, después de los eventos de la década de 1973, Magneto pasó los siguientes 10 años viviendo en Polonia como metalúrgico bajo el alias de Henryk, tiene una esposa que es consciente de su pasado y una hija que posee una habilidad mutante indefinida para comandar animales. Pero cuando usa sus poderes para salvar a un colega en el trabajo, alguien lo reporta a la policía, cuando él intenta entregarse sin resistirse por el bien de su familia, su hija se pone nerviosa y hace que una bandada de águilas ataquen a los policías, en eso, uno de los policías se queda desconcertado mirando las águilas y se le escapa una flecha que penetra accidentalmente a la esposa e hija de Magneto matándolos. Magneto se venga y mata a todos los oficiales con el medallón de su hija, luego viaja a su fábrica para hacer lo mismo con los trabajadores. Él termina siendo reclutado por En Sabah Nur quien hunde a los trabajadores de la fábrica bajo el suelo, luego lleva a Erik hasta Auschwitz y Erik despierta todo su poder para servir como su jinete. Charles Xavier intenta ponerse en contacto con su antiguo amigo a través de Cerebro, tratando de convencerlo de olvidar la venganza, solo para que Erik alerte a En Sabah Nur de la presencia de su amigo. Después de que En Sabah Nur controló la mente de Xavier y este termina desmayado, Erik ayudó a En Sabah Nur a secuestrarlo, usando sus habilidades magnéticas para arrastrar la silla de ruedas de Charles hacia ellos. Al comando de su maestro, Magneto usa sus habilidades mejoradas para terraformar el mundo. Cuando Mystique y Quicksilver se acercaron para pedirle a Erik que los ayude a derrotar a En Sabah Nur, él decide ayudar a Charles y al equipo cuando los dos son atacados por Apocalipsis quien casi los mata. Después de terminar la batalla, Erik usa sus habilidades para reconstruir la Mansión X con Jean Grey pero rechaza la oferta de Charles de quedarse y se va sin saber la verdad sobre Quicksilver, su hijo desconocido.

#### Dark Phoenix
Fassbender retoma su papel en Dark Phoenix de 2019. Magneto reside en el refugio mutante Genosha en el momento de la historia de la película. Jean Grey acude a su residencia para pedirle un consejo y le pregunta cómo pudo dejar de lado su deseo de matar a otros, lo que lleva a Magneto a sospechar que ella ha matado a alguien. señalando una mancha de sangre en su camisa y él la enfrenta al respecto. Su enfrentamiento se ve interrumpido por la llegada de la fuerza militar, que exige arrestar a Jean después de que ella haya causado un caos durante el incidente en Red Hook. Luego, Jean casi destruye toda la operación militar luego de que le roben un helicóptero, y Magneto se esfuerza por alejar a los hombres. Luego arremete a Jean, alejándola de Genosha. Hank McCoy llega a Genosha, revelando que Jean es la que causó la muerte de Raven, y Magneto, junto con los mutantes Ariki y Selene, se une a Hank para cazar y matar a Jean. El grupo se enfrenta a los X-Men, que consiste en Xavier, Tormenta, Scott y Kurt. Magneto luego se encuentra con Jean, junto con la líder D'Bari, Vuk que la controla, ahora aparentemente el Fénix Oscuro, y después de un intento fallido de ejecutarla, ella lo arroja lejos del edificio, y todos los mutantes son sedados y arrestados por el Operación militar, y son llevados a una instalación, a bordo de un tren. Xavier luego revela su culpa hacia su acción de bloquear la memoria de Jean, y pide la misericordia de Magneto y Hank. El tren es atacado por el ejército D'Bari y los grupos se unen para derribarlos. Más tarde, se ve a Magneto luchando contra las fuerzas D'Bari antes de ser derribado por Vuk. Jean se despierta y crea escudos para proteger a sus aliados antes de levantar el tren y estrellarlo contra el suelo. Magneto y el resto de los X-Men presencian la confrontación de Jean con los D'Bari y Vuk, matándola y volando al espacio exterior, aparentemente desaparecidas. Después de ese evento, la escuela de Xavier cambia de nombre después de Jean, y Xavier se retira como el director con Hank para reemplazarlo. Magneto luego se encuentra con Xavier en París, invitándolo a un juego de ajedrez, le ofrece su alianza después de afirmar la sinceridad que Xavier le ha brindado a lo largo de los años y se reconcilian.

### Videojuegos
- X-Men: Mutant Apocalypse
- X-Men: Children of the Atom
- Marvel Super Heroes
- X-Men vs. Street Fighter
- Marvel vs Capcom: Clash of Super Heroes
- Marvel vs Capcom 2: New Age of Heroes
- Marvel vs Capcom 3: Fate of Two Worlds
- Ultimate Marvel vs Capcom 3
- Lego Marvel Super Heroes
- X-Men: Mutant Academy
- X-Men: Mutant Academy 2
- X-Men Legends
- X-Men Legends II: Rise of Apocalypse
- Marvel Nemesis: Rise of the Imperfects
- Marvel Future Fight
- Marvel Super Hero Squad Online
- Marvel Super Hero Squad
- Marvel Super Hero Squad The Infinity Gaunlet